# خاندان ابتهاج
برادران ابتهاج، سه برادر بودند که در سالهای دهه سی و چهل خورشیدی مصدر برخی امور مهم در جامعهٔ در حال گذار ایران بودند:
- غلامحسین ابتهاج (۱۲۷۷-۱۳۴۴): شهردار تهران
- ابوالحسن ابتهاج (۱۲۷۸-۱۳۷۷): رئیس سازمان برنامه و بودجه
- احمدعلی ابتهاج (۱۲۸۹-۱۳۵۵): رئیس کارخانه‌ی سیمان تهران

این سه عموی هوشنگ ابتهاج شاعر بودند.